# Макси Родригез
Максимилијано Рубен Родригез (шп. Maximiliano Rubén Rodríguez; Росарио, 2. јануар 1981) бивши је аргентински фудбалер који је играо као крило или офанзивни везни.
Родригез је стигао у Шпанију у својим раним двадесетим и тако је играјући за Еспањол и Атлетико Мадрид провео велики део  своје каријере, током осам сезона колико је провео у Шпанији, одиграо је чак 232 утакмице и постигао 58 у Ла Лиги. Такође је наступао и у Енглеској, где је провео две сезоне у Ливерпулу.
За репрезентацију Аргентине наступао је од 2003,  престављао ју је на три Светска првенства, а на последњем на којем је наступао 2014. Аргентина је играла финале.

## Трофеји
Атлетико Мадрид
- Интертото куп (1): 2007.

Ливерпул
- Енглески Лига куп (1): 2011/12.

Њуелс олд бојс
- Првенство Аргентине (1) : 2013.

Аргентина
- Светско првентсво до 20 година (1): 2001.
- Светско првентсво : финале 2014.